# James M. Cain
James Mallahan Cain (ur. 1 lipca 1892 w Annapolis, zm. 27 października 1977 w University Park w stanie Maryland) – amerykański dziennikarz i autor prozy kryminalnej (stawiany w jednym szeregu z Raymondem Chandlerem i Dashiellem Hammettem).
Do najsłynniejszych utworów Caina należą Listonosz zawsze dzwoni dwa razy i Podwójne odszkodowanie, które doczekały się ekranizacji (ten drugi pod tytułem Podwójne ubezpieczenie), należących obecnie do najbardziej znanych filmów noir.

## Twórczość
- Our Government (1930)
- The Postman Always Rings Twice (1934) – wyd. pol. Listonosz zawsze dzwoni dwa razy, [w:] Listonosz zawsze dzwoni dwa razy • Podwójne odszkodowanie, Rebis 1995, tłum. Jan Stanisław Zaus, oraz  Prószyński i S-ka 2010, tłum. Magdalena Rychlik
- Serenade (1937)
- Mildred Pierce (1941) – wyd. pol. Mildred Pierce, C&T 2011, tłum. Violetta Dobosz
- Love's Lovely Counterfeit (1942)
- Career in C Major and Other Stories (1943)
- Double Indemnity (1943) – pierwotnie opublikowana w tygodniku „Liberty” w 1936, wyd. pol. Podwójne odszkodowanie, [w:] Listonosz zawsze dzwoni dwa razy • Podwójne odszkodowanie, Rebis 1995, tłum. Irena Ciechanowska-Sudymont
- The Embezzler (1944) – pierwotnie opublikowana pt. Money and the Woman w tygodniku „Liberty” w 1938
- Past All Dishonor (1946)
- The Butterfly (1947)
- The Moth (1948)
- Sinful Woman (1948)
- Jealous Woman (1950)
- The Root of His Evil lub Shameless (1951)
- Galatea (1953)
- Mignon (1962)
- The Magician's Wife (1965)
- Rainbow's End (1975)
- The Institute (1976)
- The Baby in the Icebox (1981) – opowiadania
- Cloud Nine (1984)
- The Enchanted Isle (1985)
- The Cocktail Waitress (2012)